# Срби - амерички ратни хероји
Срби - амерички ратни хероји је двојезични историографски лексикон мр Душана М. Бапца, објављена 2017. године у издању Медија центра Одбрана Министарства одбране Републике Србије.

## Аутор
Душан М. Бабац (1969) је српски магистар геолошких наука, хералдичар, публициста, члан крунског већа Александра Карађорђевића и директор Фонда Краљевски двор. Његов отац је филмски теоретичар и редитељ Марко Бабац, а деда је био пешадијски мајор Југословенске војске и помоћник команданта београдских корпуса ЈВуО током Другог светског рата генералштабног мајора Жарка Тодоровића Валтера. Један је од водећих српских војних публициста и аутор је неколико десетина монографија из српске војне историје, од којих је највећи део објавио Медија центра Одбрана Министарства одбране Републике Србије.

## Опис
Књига представља енциклопедијски преглед биографија истакнутих Срба на служби у Оружаним снагама Сједињених Америчких Држава, почевши од Ђорђа Шагића (Џорџа Фишера) као првог познатог српског емигранта у Сједињеним Америчким Државама, па све до савременог доба. Према речима аутора, Срби пропорционално представљају најмалобројнију и најодликованију заједницу у Сједињеним Државама.
Из приложених биографија у књизи, јасно се види да су Срби као амерички војници и официри учествовали у готово свим ратовима од Тексашке револуције, Америчког грађанског рата, Првог светског рата, Другог светског рата, Корејског рата...
Књига је објављена 2017. године у издању Медија центра Одбрана Министарства одбране Републике Србије. Реч је о двојезичном издању на српском и енглеском језику.

## Критике
На промоцији књиге која је одржана у октобру 2017. године на Међународном сајму књига у Београду, говорио и је директор Института за новију историју Србије историчар др Миле Бјелајац је позитивно оценио књигу и истакао да она има изузетан значај за светску војну историју. Промоцији је присуствовао и министар одбране Александар Вулин.